# John Lawson Walton
John Lawson Walton (4 août 1852 - 19 janvier 1908) est un avocat britannique et un homme politique libéral.

## Famille et éducation
John Lawson Walton est le fils du révérend John Walton, un missionnaire wesleyen à Ceylan qui prêche plus tard à Grahamstown en Afrique du Sud et qui devient président de la Conférence wesleyenne pour la Grande-Bretagne en 1887 et est plus tard président de la conférence wesleyenne pour l'Afrique du Sud. Sa mère est Emma, la fille du révérend Thomas Harris.
Walton fait ses études à la Merchant Taylors' School, à Great Crosby et à l'Université de Londres où il s'inscrit mais n'obtient pas son diplôme.
En 1882, à la cathédrale de Glasgow, il épouse Joanna Hedderwick la fille de Robert Hedderwick qui a fondé le journal The Glasgow Citizen, fils de Thomas Hedderwick, député libéral de Wick Burghs de 1896 à 1900. Ils ont trois fils et deux filles.

## Carrière
Walton, ayant l'intention de devenir avocat, rejoint l'Inner Temple en tant qu'étudiant le 2 novembre 1874. Il est admis au barreau en juin 1877, après avoir remporté l'année précédente le premier prix à l'examen de common law. Il est nommé Queen's Counsel le 4 février 1890, prêtant serment en compagnie de deux autres illustres libéraux Richard Haldane (1er vicomte Haldane) et Herbert Henry Asquith. Son début de carrière est stimulé par son association étroite avec l'Église méthodiste dans le West Riding of Yorkshire mais il se construit vite une grande pratique à Londres ainsi que sur le circuit. Il prend part à de nombreuses affaires célèbres, notamment une victoire en 1896 avec un procès intenté contre le Dr William Smoult Playfair, un obstétricien londonien bien connu, pour diffamation et calomnie résultant de l'indiscrétion de Playfair concernant l'un de ses cas médicaux. Les dommages-intérêts de 12 000 £ accordés à Playfair sont à l'époque la somme la plus élevée accordée par un jury,. Walton comparait souvent au nom des syndicats, notamment en 1898 dans l'affaire Allen v. Flood, une affaire de premier plan en droit anglais sur les pertes économiques intentionnellement infligées.
Walton est un collègue juridique proche de Rufus Isaacs, qui est destiné à avoir une brillante carrière politique et publique. Il rencontre Isaacs pour la première fois au cours de la dernière année d'études de ce dernier au Middle Temple lorsqu'Isaac rejoint en tant qu'élève. Walton est élu conseiller du Inner temple en 1897.

## Politique

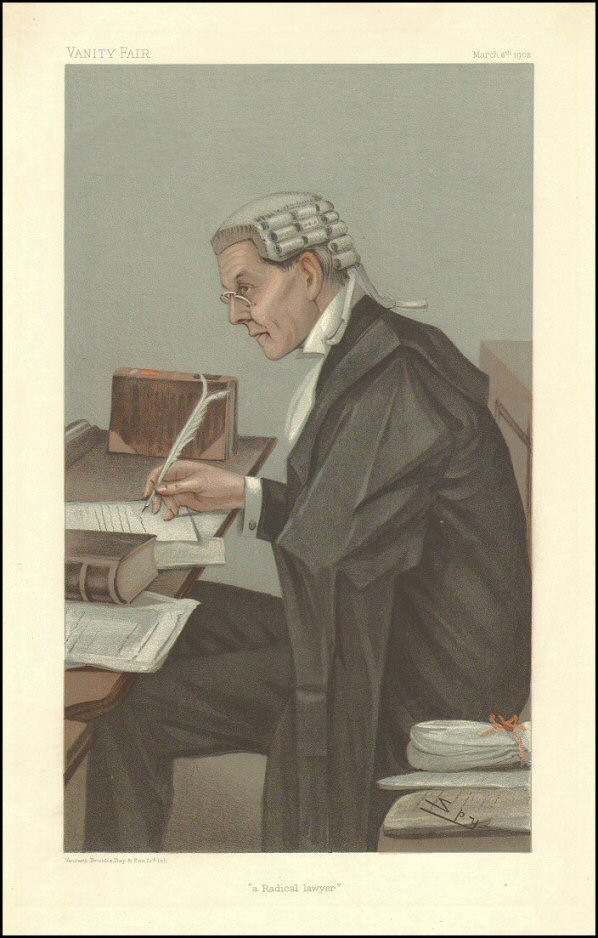
"un avocat radical". Caricature de Spy publiée dans Vanity Fair en 1902.

En 1891, Walton est choisi comme candidat libéral pour Battersea pour remplacer le député libéral en exercice Octavius Vaughan Morgan qui se retire. Cependant, John Burns, le syndicaliste bien connu et homme politique Lib-Lab, qui est membre du Parti progressiste du London County Council for Battersea, annonce qu'il a l'intention de se présenter aux élections à Battersea lors des élections générales. Walton décide de se retirer pour que Burns puisse avoir une chance pour le siège. Burns est élu député de Battersea en 1892 en tant que candidat du Parti travailliste indépendant, mais peu de temps après, il change son appartenance en libéral-travailliste et siège en tant que Lib-Lab jusqu'à ce qu'il quitte la vie parlementaire lors des élections générales de 1918.
Walton demande ensuite l'investiture en tant que candidat libéral pour Leeds Central et est sélectionné pour participer aux élections générales de 1892. Il perd de justesse face au député conservateur en exercice Gérald Balfour mais a une autre chance d'entrer à la Chambre des communes lorsque le député libéral de la circonscription voisine de Leeds South, Sir Lyon Playfair entre à la Chambre des lords. Walton remporte l'élection partielle le 22 septembre 1892 en battant son adversaire conservateur RJN Neville par 948 voix. Il conserve le siège à chaque élection subséquente jusqu'à sa mort.

## Orientation politique
On a dit que Walton est un radical fort en politique intérieure, en particulier sur les questions concernant la Chambre des lords et l'Église établie. Il est membre du groupe impérialiste libéral associé à Lord Rosebery pendant la seconde guerre des Boers. Les impérialistes libéraux sont une faction centriste au sein du Parti libéral à la fin de la période victorienne et édouardienne. Ils sont en faveur d'une attitude plus positive envers le développement de l'Empire britannique et de l'impérialisme, mettant fin à la primauté de l'engagement du parti envers le Home Rule irlandais. Dans les affaires intérieures, ils prônent le concept d'« efficacité nationale ». Cette politique n'a jamais été définie de manière définitive, mais l'implication dans les discours de ses chefs de file est que le Parti libéral au gouvernement devait prendre des mesures pour améliorer les conditions sociales, l'éducation et le bien-être de la population, ainsi que pour réformer certains aspects de l'administration afin de maintenir la compétitivité économique, industrielle et militaire britannique. Bien que Walton ne soit pas lui-même anglican, il s'intéresse aux questions religieuses. Il est témoin devant la Commission royale sur la discipline ecclésiastique de 1904 lorsqu'il se prononce en faveur d'une procédure plus efficace contre le clergé accusé d'avoir enfreint la loi.
Walton se déplaçant vers la position centriste est nommé procureur général dans le gouvernement formé par Henry Campbell-Bannerman le 14 décembre 1905 et il est fait chevalier le 18 décembre. Il siège également en tant que juge de paix pour le comté de Buckinghamshire où il a une maison de campagne à Butlers Cross.

## Projet de loi sur les différends commerciaux
L'une des premières tâches de Walton en tant que procureur général est de présenter le projet de loi sur les différends commerciaux. Dans sa première rédaction, le projet de loi rend les syndicats responsables des violations de la loi commises par leurs membres et Walton défend le projet de loi contre les appels des syndicats à l'immunité, qu'il attaque comme des «privilèges de classe». Le projet de loi provoque un désaccord majeur entre le gouvernement et le parti travailliste. Keir Hardie, qui est le chef du parti travailliste présente son propre projet de loi pour accorder une immunité complète. Campbell-Bannerman et le cabinet font demi-tour et demandent à Walton de reformuler le projet de loi sur les différends commerciaux autorisant des clauses d'immunité, sapant la position de Walton.

## Mort
Walton a une santé fragile et au fur et à mesure que la législature de 1906 avance, ses apparitions à la Chambre des communes se font plus rares et il réduit au maximum ses fonctions ministérielles. Il est rapporté que la présence à la Chambre pendant deux séances d'une nuit entière lorsqu'il est chargé du projet de loi d'appel de la Cour pénale s'avère la goutte d'eau et en janvier 1908, Walton prend froid et contracte une double pneumonie. Il meurt le samedi 18 janvier 1908, à l'âge de 55 ans, dans sa maison de Great Cumberland Place, à Londres. Il est enterré à Ellesborough, près de Wendover dans le Buckinghamshire le 22 janvier, et un service commémoratif a lieu à l'église du Temple le lendemain.